# Tasmanian Devil Unzoo
Tasmanian Devil Unzoo är en djurpark i Australien. Den ligger i delstaten Tasmanien, i den sydöstra delen av landet, omkring 48 kilometer sydost om delstatshuvudstaden Hobart.
Runt Tasmanian Devil Unzoo är det mycket glesbefolkat, med 3 invånare per kvadratkilometer.. Närmaste större samhälle är Port Arthur, nära Tasmanian Devil Unzoo. 